# Cronstedtite
La cronstedtite è un minerale.